# Восход 2
Восход 2 је била совјетска мисија у свемиру из марта 1965. Свемирска летилица Восход 3КД, заснована на летелици Восток са два члана посаде Павелом Бељајевим и Алексејем Леоновим је била опремљена ваздушном комором на надувавањем. Мисија је поставила још једну прекретницу у истраживању свемира када је Алексеј Леонов постао прва особа која је напустила летелицу у специјализованом свемирском оделу да изврши прву 12-минутну свемирску шетњу.